# Regla de Born
La regla de Born es un postulado fundamental en la mecánica cuántica que determina la probabilidad de que una medición en un sistema cuántico produzca un resultado dado. En su forma más simple, establece que la densidad de  probabilidad de encontrar un sistema en un determinado estado, cuando se mide, es proporcional al cuadrado de la amplitud de la función de onda del sistema en ese estado. Fue formulado por el físico alemán Max Born en 1926.

## Detalles
La regla de Born establece que si un observable correspondiente a un operador autoadjunto {\displaystyle A} con espectro discreto se mide en un sistema con una función de onda normalizada {\displaystyle |\psi \rangle } (ver notación Bra-ket ), entonces:
- El resultado medido será uno de los valores propios {\displaystyle \lambda } de {\displaystyle A}, y
- La probabilidad de medir un determinado valor propio {\displaystyle \lambda _{i}} será igual a {\displaystyle \langle \psi |P_{i}|\psi \rangle }, dónde {\displaystyle P_{i}} es la proyección sobre el espacio propio de {\displaystyle A} correspondiente a {\displaystyle \lambda _{i}} .

(En el caso de que el espacio propio de {\displaystyle A} correspondiente a {\displaystyle \lambda _{i}} es unidimensional y está generado por el vector propio normalizado {\displaystyle |\lambda _{i}\rangle }, {\displaystyle P_{i}} es igual a {\displaystyle |\lambda _{i}\rangle \langle \lambda _{i}|}, entonces la probabilidad {\displaystyle \langle \psi |P_{i}|\psi \rangle } es igual a {\displaystyle \langle \psi |\lambda _{i}\rangle \langle \lambda _{i}|\psi \rangle } . Dado que el número complejo {\displaystyle \langle \lambda _{i}|\psi \rangle } se conoce como la amplitud de probabilidad de que el vector de estado {\displaystyle |\psi \rangle } asigna al vector propio {\displaystyle |\lambda _{i}\rangle }, es común describir la regla de Born diciendo que la probabilidad es igual a la amplitud al cuadrado (en realidad, la amplitud multiplicada por su propio complejo conjugado ). De manera equivalente, la probabilidad se puede escribir como {\displaystyle {\big |}\langle \lambda _{i}|\psi \rangle {\big |}^{2}} . )
En el caso de que el espectro de {\displaystyle A} no sea completamente discreto, el teorema espectral demuestra la existencia de una cierta medida con valor de proyección {\displaystyle Q}, la medida espectral de {\displaystyle A} . En este caso:
- La probabilidad de que el resultado de la medición se encuentre en un conjunto medible {\displaystyle M} está dada por {\displaystyle \langle \psi |Q(M)|\psi \rangle } .

Una función de onda {\displaystyle \psi } para una sola partícula sin estructura en la posición espacial {\displaystyle (x,y,z)} implica que la función de densidad de probabilidad {\displaystyle p} para una medida de la posición de las partículas en el tiempo {\displaystyle t_{0}} es:
{\displaystyle p(x,y,z,t_{0})=|\psi (x,y,z,t_{0})|^{2}.}
En algunas aplicaciones, este tratamiento de la regla Born se generaliza utilizando medidas con valores de operador positivo (POVM por sus siglas en inglés: Positive operator-valued measurement). Un POVM, es una medida cuyos valores son operadores semidefinidos positivos en un espacio de Hilbert. Los POVM son una generalización de las medidas de von Neumann y, en consecuencia, las medidas cuánticas descritas por los POVM son una generalización de las medidas cuánticas descritas por los observables autoadjuntos. En una analogía aproximada, una POVM es a un PVM lo que un estado mixto es a un estado puro . Se necesitan estados mixtos para especificar el estado de un subsistema de un sistema más grande (ver purificación del estado cuántico); análogamente, los POVM son necesarios para describir el efecto en un subsistema de una medición proyectiva realizada en un sistema más grande. Los POVM son el tipo de medición más general en mecánica cuántica y también pueden ser usados en la teoría cuántica de campos . Se utilizan ampliamente en el campo de la información cuántica.
En el caso más simple, de una POVM con un número finito de elementos actuando sobre un espacio de Hilbert de dimensión finita, una POVM es un conjunto de matrices semidefinidas positivas {\displaystyle \{F_{i}\}} en un espacio de Hilbert {\displaystyle {\mathcal {H}}} que suma a la matriz identidad, : 90 :
{\displaystyle \sum _{i=1}^{n}F_{i}=I.}
El elemento POVM {\displaystyle F_{i}} está asociado con el resultado de la medición {\displaystyle i}, tal que la probabilidad de obtenerlo al realizar una medición sobre el estado cuántico {\displaystyle \rho } está dada por:
{\displaystyle p(i)=\operatorname {tr} (\rho F_{i}),}
donde {\displaystyle \operatorname {tr} } es el operador traza. Esta es la versión POVM de la regla de Born. Cuando el estado cuántico que se mide es un estado puro {\displaystyle |\psi \rangle } esta fórmula se reduce a:
{\displaystyle p(i)=\operatorname {tr} {\big (}|\psi \rangle \langle \psi |F_{i}{\big )}=\langle \psi |F_{i}|\psi \rangle .}
La regla de Born, junto con la unitariedad del operador de evolución temporal {\displaystyle e^{-i{\hat {H}}t}} (o, de manera equivalente, el hamiltoniano {\displaystyle {\hat {H}}} siendo hermítico), implica la unitariedad de la teoría, lo cual es necesario para la consistencia de la misma. Por ejemplo, la unitariedad asegura que las probabilidades de todos los resultados posibles sumen 1 (aunque no es la única opción para cumplir con este requisito particular).

## Historia
La regla de Born fue formulada por Born en un artículo de 1926. En este artículo, Born resuelve la ecuación de Schrödinger para un problema de dispersión e, inspirado por Albert Einstein y la regla probabilística de Einstein para el efecto fotoeléctrico, concluyendo, en una nota a pie de página, que la regla de Born da la única interpretación posible de la solución. En 1954, junto con Walther Bothe, Born recibió el Premio Nobel de Física por este y otros trabajos. John von Neumann discutió la aplicación de la teoría espectral en la regla de Born en su libro de 1932.

### Derivación de principios más básicos
El teorema de Gleason muestra que la regla de Born se puede derivar de la representación matemática usual de las medidas en física cuántica junto con la suposición de no contextualidad . Andrew M. Gleason demostró por primera vez el teorema en 1957, motivado por una pregunta planteada por George W. Mackey . Este teorema fue históricamente significativo por el papel que desempeñó al mostrar que amplias clases de teorías de variables ocultas son inconsistentes con la física cuántica.
Varias investigadores también han tratado de derivar la regla de Born a partir de principios más básicos. Se han propuesto varias derivaciones en el contexto de la interpretación cuántica de múltiples universos. Estos incluyen el enfoque de la teoría de la decisión iniciado por David Deutsch y luego desarrollado por Hilary Greaves y David Wallace; y con un enfoque de "envarianza" propuesto por Wojciech H. Zurek ; Sin embargo, estas pruebas han sido criticadas como circulares. Más recientemente, Charles Sebens y Sean M. Carroll han sugerido un enfoque basado en la incertidumbre de autoubicación.
También se ha afirmado que la teoría de la onda piloto se puede utilizar para derivar estadísticamente la regla de Born, aunque esto sigue siendo controversial. Kastner afirma que la interpretación transaccional es la única en dar una explicación física para la regla de Born.
En 2019, Lluis Masanes y Thomas Galley del Perimeter Institute for Theoretical Physics, y Markus Müller del Institute for Quantum Optics and Quantum Information presentaron una derivación de la regla de Born. Si bien su resultado no utiliza las mismas suposiciones iniciales que el teorema de Gleason, sí supone una estructura de espacio de Hilbert y un tipo de independencia del contexto.
Dentro de la interpretación QBist de la teoría cuántica, la regla de Born se ve como una modificación de la ley estándar de probabilidad total, que tiene en cuenta la dimensión del espacio de Hilbert del sistema físico involucrado. En lugar de tratar de derivar la regla de Born, como hacen muchas interpretaciones de la mecánica cuántica, QBists toma una formulación de la regla de Born como axiomática y pretende derivar la mayor cantidad posible de la teoría cuántica a partir de ella.